# Olivier Ameisen
Olivier Ameisen (Parijs, 25 juni 1953 – aldaar, 18 juli 2013) was een Franse cardioloog, hoogleraar en auteur.
De ooit ernstig aan alcohol verslaafde arts schreef in zijn boek Le dernier verre (Nederlandse vertaling: Het einde van mijn verslaving) hoe hij zichzelf genas door zichzelf grote doses baclofen voor te schrijven. Ameisen was een alcoholist die zichzelf in een "coma zoop". Onder invloed van baclofen noemde hij zich later in zijn leven een "sociale drinker".
Ameisen was hoogleraar aan de Amerikaanse Cornell-universiteit en werkzaam in het NewYork–Presbyterian Hospital. In 1994 opende hij een goedlopende cardiologenpraktijk in New York. Hij keerde later terug naar Parijs. Vanaf 2008 was hij gasthoogleraar aan de SUNY Downstate Medical Center in New York.
Op 18 juli 2013 overleed hij op 60-jarige leeftijd aan een hartaanval in Parijs.